# Production pharmaceutique industrielle
La production pharmaceutique industrielle est réglementée par les organismes de santé du pays de commercialisation (ANSM ex AFSSAPS en France, FDA pour les États-Unis, etc.) et par la législation du pays de production (code de la santé publique, articles L596 et L600).

## Le produit pharmaceutique
Pour obtenir leur autorisation de mise sur le marché (AMM) et acquérir ainsi le statut de médicament, les substances ou compositions candidates au titre de médicament doivent apporter la preuve scientifique de leur qualité, leur efficacité et de leur innocuité.

## Les référentiels réglementaires
Autorisation de mise sur le marché (AMM) : elle définit le produit pharmaceutique, les méthodes de production et de contrôle mises en œuvre.
Durant la fabrication, un dossier sera constitué pour chaque lot afin de démontrer que le lot de produit correspond en tout point à l'AMM dont il fait l'objet.
Bonnes pratiques de fabrication (BPF), GMP : Ces textes sont des guides des règles de qualité à appliquer dans le cadre d'une production et distribution de produit pharmaceutique pour un pays ou ensemble de pays donné. 

Si les BPF ou les GMP sont des recommandations fortes, les cGMPs sont quant à elles des textes de loi à part entière (Les inspecteurs de la FDA sont en effet des officiers fédéraux ce qui change un peu les relations inspecteur-industriel)

## La démarche de qualification / validation
Dans le domaine pharmaceutique, le vocabulaire employé a une signification précise :
On valide une démarche, un procédé, une méthode, une manière de faire.

On qualifie un équipement, une installation, une ligne de production, un outil de production.

Les deux démarches sont complémentaires et visent à garantir que les opérations de production dans leur ensemble ne permettent pas de libérer un produit ne répondant pas aux critères de qualité, efficacité et d'innocuité déposés dans l'AMM.
La démarche de validation (au sens pharmaceutique) s'inspire du Cycle en V de gestion de projet. Dans ce cycle on va remplacer la notion de test par celle de qualification. Cette démarche est appelée le modèle 4Q ; QC : Qualification de la Conception, QI : Qualification de l'Installation, QO : Qualification Opérationnelle, QP : Qualifications des Performances
Le Plan De Validation (PdV ; VMP pour Validation Master Plan) présente et justifie la démarche de qualification qui sera mise en œuvre par la suite. Idéalement, on doit aussi y trouver la matrice de validation qui reprend les besoins et contraintes, et pour chacun(e)s faire correspondre les points des spécifications fonctionnelles et/ou techniques y répondant, le niveau de criticité et l'étape de qualification où il sera testé.

## Les étapes de la qualification (modèle 4Q)
Qualification de la conception (QC ; DQ pour Design Qualification) : vérification documentée que la conception proposée des installations, systèmes et équipements convient aux usages auxquels ils sont destinés.
Qualification de l'installation (QI ; IQ pour Installation Qualification) : vérification documentée que les installations, systèmes et équipements, tels qu'ils ont été installés ou modifiés, sont conformes à la conception approuvée et aux recommandations du fabricant.
Qualification opérationnelle (QO ; OQ pour Operational Qualification) : vérification documentée que les installations, systèmes et équipements, tels qu'ils ont été installés ou modifiés, fonctionnent comme prévu sur toute la gamme d'exploitation.
Qualification des performances (QP ; PQ pour Performance Qualification) : vérification documentée que les installations, systèmes et équipements, tels qu'ils ont été agencés, sont en mesure de fonctionner de manière efficace et reproductible, sur la base de la méthode opérationnelle approuvée et de la spécification du produit.
Pour chaque étape, la démarche de traçabilité est la suivante :
1. Protocole
2. Tests
3. Rapport

Cette démarche se traduit aussi par l'expression : « Écrire ce que l'on doit faire ; Faire ce que l'on a écrit ; Écrire ce que l'on a fait ».